# Wapen van Saoedi-Arabië

Het wapen van Saoedi-Arabië

Het wapen van Saoedi-Arabië bestaat uit twee gekruiste zwaarden onder een palmboom. De zwaarden staan voor de families die Saoedi-Arabië stichtten, het Huis van Saoed. Daarnaast symboliseren ze rechtvaardigheid en kracht uit overtuiging. Op de Saoedische vlag staat ook een zwaard. De palmboom staat voor vitaliteit en groei.
Afghanistan · Armenië · Azerbeidzjan · Bahrein · Bangladesh · Bhutan · Brunei · Cambodja · China: Volksrepubliek / Republiek (Taiwan) · Cyprus · Filipijnen · Georgië · India · Indonesië · Irak · Iran · Israël · Japan · Jemen · Jordanië · Kazachstan · Kirgizië · Koeweit · Laos · Libanon · Malediven · Maleisië · Mongolië · Myanmar · Nepal · Noord-Korea · Oezbekistan · Oman · Oost-Timor · Pakistan · Palestina · Qatar · Rusland · Saoedi-Arabië · Singapore · Sri Lanka · Syrië · Tadzjikistan · Thailand · Turkmenistan · Turkije · Verenigde Arabische Emiraten · Vietnam · Zuid-Korea

Afhankelijke gebieden: Hongkong · Macau

Betwiste gebieden: Noord-Cyprus